# Lorna Wing
Lorna Gladys Tolchard Wing (Gillingham, 7 ottobre 1928 – Kent, 6 giugno 2014) è stata una psichiatra britannica.

## Biografia
Dopo gli studi di medicina presso lo University College Hospital si specializzò in psichiatria insieme al futuro marito. Poi iniziò a lavorare con lui presso il Maudsley Hospital di Londra.
Avendo avuto una figlia autistica (Susie, nata nel 1956) si fece coinvolgere nella ricerca sui disturbi dello sviluppo, in particolare su quelli che rientrano nella gamma dell'autismo. Unitamente ad altri genitori di bambini autistici fondò la National Autistic Society nel Regno Unito nel 1962. Nel corso degli anni settanta, con il marito John Wing e la collega Judith Gould, articolò una serie di ricerche epidemiologiche e nosologiche sui disturbi autistici proponendone una classificazione più moderna rispetto a quella classica di Leo Kanner. Fu lei ad utilizzare per la prima volta il termine "sindrome di Asperger" nel 1981, quando pubblicò uno storico studio su questa variante dell'autismo, ancora poco conosciuta a quei tempi. Nel 1996 pubblicò un volume sui disturbi dello spettro autistico che ebbe particolare diffusione internazionale, The Autistic Spectrum.
Nel 2012 venne nominata fellow dello University College London.
Nel 1994 era anche stata insignita del titolo di Ufficiale dell'Ordine dell'Impero Britannico (O.B.E., Order of the British Empire).